# لاكتون

لاكتونات مختلفة من اليسار إلى اليمين : β- و γ- و δ- و ε-اللاكتون.

جزيئ ضخم من اللاكتون وهو إريثروميسين A، وهو عبارة عن مضاد حيوي

اللاكتونات في الكيمياء العضوية عبارة عن مركبات حلقية غير متجانسة تشكل رابطة إسترية داخل الجزيء نفسه، أي وجود ذرة أكسجين بشكل مباشر بجانب مجموعة كربونيل. يعبر عن اللاكتونات أنها استرات داخلية لأحماض ألفا هيدروكسي.

## الوفرة الطبيعية
توجد اللاكتونات بشكل واسع في المواد الغذائية الحاوية على نسبة دهن مرتفعة، وفي العديد من أنواع الفاكهة كمكونات عطرية. على سبيل المثال، فإن دلتا-ديكالاكتون δ-Decalactone في دهن الحليب وفي الزبدة، ويعطيها رائحة ذات طعم حلو. كما يوجد دلتا-ديكالاكتون في الأناناس والمشمش والفريز وغيرها من الفاكهة.

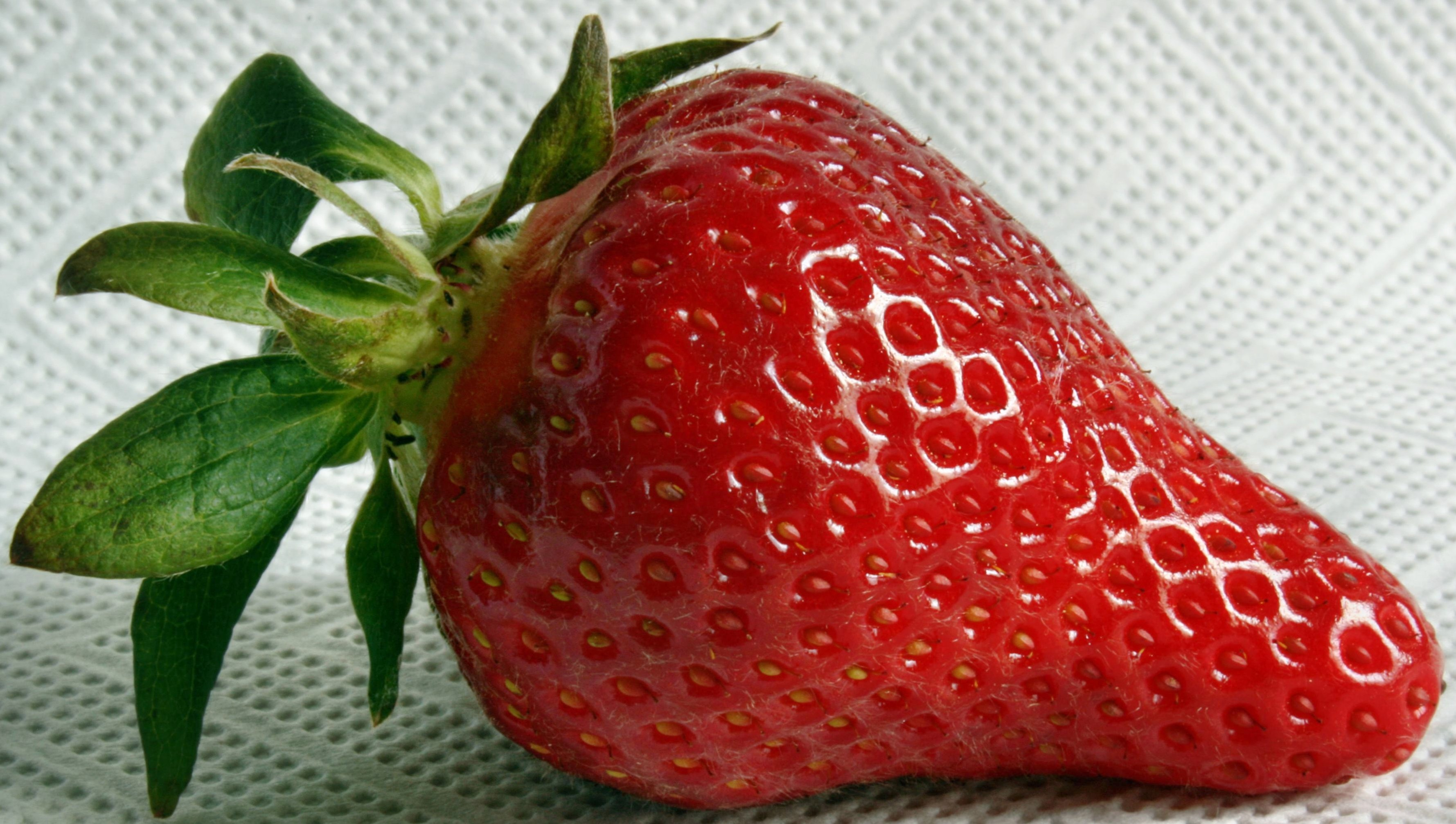
يحوي الفريز على اللاكتون.

## التسمية
تسمى اللاكتونات عادة حسب اسم جزيء الحمض الأصلي المشتقة منه كالتالي: أسيتو ذرتين (نظرياً)، و بروبيو ثلاث ذرات، و بوتيرو أربع ذرات، و فاليرو خمس ذرات، و كابرو ست ذرات وهكذا، مع إضافة حرف يوناني يقوم بتحديد عدد ذرات الكربون في الحلقة. بالتالي فإن α-لاكتون (ألفا) يحوي على ثلاث ذرات، و β-لاكتون يحوي على أربع ذرات، و γ-لاكتون يحوي على خمس ذرات وهكذا.
في حال وجود رابطة غير مشبعة في الحلقة غير المتجانسة تضاف اللاحقة أوليد olide للإشارة إلى صتف المركبات الكيميائية مثل مركبات بوتينوليد وماكروليد وكاردينوليد وبوفادينوليد وغيرها.

## معرض صور
